# Gəray
Gəray (hay còn gọi là Gərəy, Gerey, và Girey) là một làng đô thị thuộc vùng Quba của Azerbaijan.  Có dân số là 128 người.